# Соколов Петро Іванович
Соколов Петро Іванович (народився в кін ХІХ ст. — помер 1920-х роках) — меценат, поміщик, гласний міської Думи, почесний громадянин Херсона. Займався благодійницькою діяльністю у Херсоні. Основним внеском у розвиток міста стало розв'язання питання побудови електростанції та  будинок Соколова, який зберігся до нашого часу.

## Біографія
Народився в сім'ї почесного громадянина міста. Мав брата близнюка та сестру Олександру. Дружина — Олімпіада Мартиновна
Коли у місті постала проблема спорудження електростанції, Петро Іванович вирішив допомогти місту. Ще з кінця ХІХ ст. в Херсоні були спроби впровадити електричне освітлення, але всі вони були невдалими. Останню пропозицію про надання місту позики для будівництва електростанції міська Дума відхилила 20 лютого 1907 р.
8 серпня 1907 р. Петро Іванович написав заяву до міської Думи про бажання надати Херсону позику в розмірі 250 тисяч руб.

У держархіві збереглися копія цього листа та копія доповідної записки П.І.Соколова міській Думі. В ній, зокрема, йдеться: 
«Желая быть полезным родному городу Херсону и зная его материальную стесненность, я хочу придти ему на помощь в деле устройства в городе электрического освещения…
Для устройства в городе Херсоне центральной электрической станции для отпуска световой и силовой энергии предлагаю мой личный заем в сумме 250 тыс. рублей.Заключение этого займа должно быть осуществлено с разрешения властей на нижеследующих условиях:
1) заем обеспечивается всем достоянием города и доходами с его имущества;
2) погашается заем в течение 37 лет посредством ежегодного внесения в городскую смету по 15000 руб. для погашения займа и процентов по нем…
Не ограничиваясь первым предложением, побуждаемый желанием и в дальнейшем придти на помощь беднейшему населению родного мне города, я прошу поступаемые ежегодно на уплату сделанного мною займа 15 тыс. руб., что за 37 лет составит 555 тыс. руб., распределять согласно прилагаемому плану:
в Правление православного благотворительного общества по 5 тыс. рублей на образование, с условием, чтобы Правление благотворительного общества обратило в процентные бумаги, гарантированные Правительством, а проценты с них употребляло по цели благотворительности…
 те же условия, что для православного общества, ставлю в отношении Херсонского еврейского благотворительного общества, которому.. будет выплачено 50 тыс. рублей.
 На тех же условиях,...передать Николаевскому детскому приюту имени императрицы Марии, находящемуся в г.Александровке Екатеринославской губернии, 30 тыс. рублей...
Равным образом, согласно плану погашения долга и распределение сумм, назначается 150 тыс. неприкосновенного капитала моего имени для помощи учащимся обоего пола, без различия возраста, исповедания – уроженцам и уроженкам Херсона, обучающимся и поступающим во все учебные заведения от самых низких… до самых высших. Проценты с этого капитала должны идти на выдачу стипендий моего имени, единовременные пособия, приобретенья платья, обуви, учебных пособий, платы за квартиры и право учения, поездки с учебной целью…
 ...На тех же точно, как сказано выше в отношении учащихся условиях, мною, отчислена сумма в 150 тыс. руб., предназначенная безработным и ищущим труда, проживающим в г. Херсоне, без различия пола, возраста и вероисповедания...
 Допускаю мысль, что назначенной суммы не хватит на удовлетворение всех нужд, но почин в этом деле может вызвать сочувствие в обществе, и он, путем увеличения средств и дальнейшим развитием этого дела, даст возможность шире и в большей мере придти на помощь и принести пользу безработному и ищущему труда населению.
 ...сумма в 25 тыс. руб. образует неприкосновенный капитал моего имени, проценты с которого должны идти на выдачу денежных безвозвратных сумм беднейшим девушкам, уроженкам г. Херсона, исключительно православного вероисповедания, вступающим в замужество, в виде приданого. .
Из доложенного Дума изволит усмотреть, что цель займа моему городу 250 тыс. рублей с одной стороны даст возможность городу на более выгодных для него условиях устроить электрическое освещение, с другой стороны, отказываясь воспользоваться лично как прибылью от этого займа, так и самим капиталом в 250 тыс. рублей, что в общей сложности составляет 555 тыс. руб., я передаю его, при посредстве города, на цели благотворительности» …
Вже через пів року розпочалося будівництво електростанції, а 15 грудня 1908 р. новозбудована станція (на місці колишнього кінотеатру "Україна") дала перше світло. Незабаром П.І.Соколов став почесним громадянином Херсона.
Дотепер в Херсоні старожили згадують, що кожного суботнього ранку на лаві біля входу до свого будинку сидів сам Соколов і приймав прохання від бідних співгромадян, що не мали змоги видати доньку заміж з гідним приданим. Отримавши клопотання, Соколов спершу дізнавався в поліції і, переконавшись, що мати нареченої вдова або самотня жінка і, що її достаток, справді, не дозволяє гідно видати дочку заміж, влаштовував своїм коштом весілля, справляючи також нареченій повний комплект приданого.
Відразу після лютневої революції в Херсоні були визволені політичні в’язні. 7 березня 1917 р. на волю вийшли 1775 чоловік, це перетворилося на суспільну проблему для міста. Петро Іванович і тут не був осторонь. Він надав 63 тис. руб. для того, щоб колишні в’язні могли купити собі одяг та роз’їхатись по домівках. Газета «Херсонские новости» з цього приводу 15 березня 1917 р. писала: «П.И.Соколов дал широкое обещание: «все мои средства в пользу этого дела». Заявление Петра Івановича произвело столь трогательное впечатление, что А.З.Рябков поцеловал Петра Ивановна, а многие из (гласных Думы) расплакались».
Революцію сім'я Соколових зустріла з великою радістю, вітаючи всі політичні зміни. Петро Іванович розпорядився одягнути всіх політичних в'язнів херсонської в'язниці в найкращому французькому магазині. Будучи власником херсонської газети «Рідний Край», у 1919 році він офіційно оформив дарчу на володіння газетою журналістам, які працюють в ній. Наступні революційні роки, коли «білі» змінювали «червоних» і навпаки, а також банди, що сформувалися під гаслом «Іменем революції!», а насправді грабували місто, швидко протверезили сім'ю Соколових. Було прийнято рішення емігрувати до Румунії. Довгі три роки еміграції стали жахливо важкими для Петра Соколова. Отримавши листа з Херсона від профспілки працівників заводу Куйбишева (колишнього Вадона), в якому вони розповідали, що херсонці пам'ятають його заслуги перед містом, Петро Іванович приймає рішення повернутися в Херсон.
Взимку 1918 року, з приходом до влади більшовиків, будинок Петра Івановича конфіскували. У ньому розмістився Революційний клуб. Із встановленням у місті австро-угорської влади, будинок П.І.Соколову повернули. Але це був лише початок. Є відомості, що в лютому 1919 р. в будинку Соколова перебував штаб французьких військ, які підтримували порядок в Херсоні. У серпні 1920 р. П.І.Соколов, був заарештований представниками радянської влади.
В державному архіві Херсонської області зберігаються оригінали листів робітників того часу.

4 серпня 1920 р. до Революційного комітету міста Херсона звернулись робітники електростанції з проханням визволити з-під арешту П.І.Соколова.
«Высоко ценя заслуги названного гражданина пред населением города, т.к. электрическая станция была сооружена в 1908 году по его инициативе и целиком на его средства, благодаря чему был дан толчок развитию местной промышленности и обеспечению существования нескольких сот рабочих семейств, рабочие электрической станции настоящим убедительнейше ходатайствуют перед Ревкомом о принятии безотлагательных мер к освобождению гражданина Соколова».
23 жовтня 1920 р. вже до Херсонського повітового виконкому звернулися представники профспілки металістів з проханням припинити реквізиції та ущільнення родини П.І.Соколова, яка зараз мешкає в двох кімнатах свого колишнього будинку. В цьому листі, зокрема, йдеться, що 
«Петр Иванович Соколов, хотя и принадлежал к буржуазному классу по своему имущественному положению, но в настоящее время принадлежавшие ему дома, земля, процентные бумаги и прочее движимое имущество сделались достоянием государства, в следствие тяжелой болезни и старости он работать не в состоянии и существует на средства, выручаемые от продажи домашнего скарба… Таким образом, указанный Соколов П.И. как буржуй уже обескровлен… Кроме того… П.И.Соколов отдавал много времени и средств на работу в пользу пролетарских масс… принимая во внимание все его заслуги, несомненно выделяющие его из ряда остальных буржуев, мы считали бы несправедливостью с нашей стороны, если бы мы не учли тяжелого положения, в котором он сейчас находится»… 
 На цьому листі стоїть резолюція «відмовити».
Подальша доля П.І.Соколова в документах держархіву області не виявлена. Відомо, що 17 січня 1922 р. розпорядженням Херсонського повітвиконкому його було виселено без майна зі свого будинку, а в будинку розмістився гуртожиток повітового профспілкового бюро.
Точна дата смерті невідома. За розповідями старожилів помер на початку 1920-х років.